# 中条インターチェンジ
中条インターチェンジ（なかじょうインターチェンジ）は、新潟県胎内市塩津にある日本海東北自動車道のインターチェンジである。

## 道路
- E7 日本海東北自動車道（5番）

直接接続
- 新潟県道591号中条インター線

間接接続
- 国道7号
- 新潟県道3号新潟新発田村上線
- 国道113号

## 歴史
- 2002年（平成14年）10月20日 : 聖籠新発田IC - 中条IC間開通に伴い、供用開始。
- 2009年（平成21年）7月18日 : 中条IC - 荒川胎内IC間開通[1]。

## 料金所
- ブース数：5

### 入口
- ブース数：2
  - ETC専用：1
  - 一般：1

### 出口
- ブース数：3
  - ETC専用：1
  - 一般：2

## 隣
E7 日本海東北自動車道
(4)聖籠新発田IC/BS - 加治川紫雲寺BS - (5)中条IC - 中条TB - (5-1)胎内SIC - (6)荒川胎内IC